# 해풍 장씨
해풍 장씨(海豊張氏)는 개성시 개풍구역을 본관으로 하는 한국의 성씨이다.

## 역사
해풍 장씨의 시조(始祖)인 장맹경(張孟卿)은 고려 현종 치세 시대 말기에 금자광록대부(金紫光祿大夫)를 역임하였다.

## 분적된 성씨 본관
해풍 장씨(海豊 張氏)에서 분파된 성씨 관향에는 풍덕 장씨(豊德 張氏), 해주 장씨(海州 張氏)와 평양 장씨(平壤 張氏), 경주 장씨(慶州 張氏), 고성 장씨(固城 張氏) 등이 있다.

## 주요 인물

### 조선 왕실과의 인척 관계
- 인조 후궁 귀인 장씨

### 근·현대 인물
- 장철부 - 한국독립당 초급행정위원을 지낸 항일 독립운동가 및 대한민국 육군 중령. 1950년 한국 전쟁 때 전사.[1]